# Plina Jezero
Plina Jezero település Horvátországban, Dubrovnik-Neretva megyében. Közigazgatásilag Pločéhez tartozik.

## Fekvése
Makarskától légvonalban 41, közúton 59 km-re délkeletre, községközpontjától légvonalban 5, közúton 9 km-re északra fekszik. Plinának nevezik a Jezerotól a Neretva völgyéig terjedő térséget, ahol tíznél több régi és újabb település található. A plina név a víz alatt álló talaj jelentésű horvát plina köznévből származik, a jezero pedig tavat jelent.

## Története
A település területe már at ókorban lakott volt, erről tanúskodik a számos itt található halomsír. Később is folyamatosan lakott maradt, melyről a több helyen megtalálható középkori sírkövek adnak bizonyságot. A középkorban Plina Jezero területe a podjezerjei plébániához tartozott, melyet már a 14. század végétől elláttak a ljubuški, majd 1563-tól a zaostrogi ferences atyák. Plina első említése 1571-ből származik annak a 27 falunak az elnevezéseként, amely Omištól a Neretváig terjedő, egykor velencei fennhatóság alatt levő területen feküdt. A plinai plébánia települései közül már 1452-ben említik Crnoćát,  1646-ban pedig Pline Rupa, Vidonja és Vrbica településeket. 1725-ben Plinán 102, Vidonján 55, Vrbicán 14 lakos élt. Hivatalos iratokban említik Istočna és Zapadna Plina és Plina Jezero településeket. Plinához tartozott Čeveljuša és Stablina is. A török elleni védelem céljából több erődítmény építettek a területén, melyek egyike volt Grupković toronyvára. A Grupković nemzetséget Hercegovinában említik először a 15. században. A velencei uralomnak 1797-ben vége szakadt és osztrák csapatok vonultak be Dalmáciába. 1806-ban az osztrákokat legyőző franciák uralma alá került, de Napóleon lipcsei veresége után 1813-ban újra az osztrákoké lett. 1880-ban 29, 1910-ben 41 lakosa volt. 1918-ban az új szerb-horvát-szlovén állam, majd később Jugoszlávia része lett. A második világháború idején a Független Horvát Állam része volt. A településnek 2011-ben 44 lakosa volt, akik főként mezőgazdaságból éltek.

## Népesség
| Lakosság változása | Lakosság változása | Lakosság változása | Lakosság változása | Lakosság változása | Lakosság változása | Lakosság változása | Lakosság változása | Lakosság változása | Lakosság változása | Lakosság változása | Lakosság változása | Lakosság változása | Lakosság változása | Lakosság változása | Lakosság változása |
| ------------------ | ------------------ | ------------------ | ------------------ | ------------------ | ------------------ | ------------------ | ------------------ | ------------------ | ------------------ | ------------------ | ------------------ | ------------------ | ------------------ | ------------------ | ------------------ |
| 1857               | 1869               | 1880               | 1890               | 1900               | 1910               | 1921               | 1931               | 1948               | 1953               | 1961               | 1971               | 1981               | 1991               | 2001               | 2011               |
| 0                  | 0                  | 29                 | 37                 | 26                 | 41                 | 95                 | 0                  | 279                | 276                | 235                | 111                | 87                 | 51                 | 35                 | 44                 |

(1857-ben, 1869-ben és 1921-ben lakosságát Banjához számították.)

## Nevezetességei
- Az obličevaci régi Nagyboldogasszony plébániatemplomot valószínűleg valamivel 1733 előtt építették, ekkor említik ugyanis először az anyakönyvek. Eredetileg Gyümölcsoltó boldogasszony (Gospa od Blagovijesti) volt a titulusa és csak később szentelték a Nagyboldogasszony tiszteletére. A templom 15 méter hosszú és 5 méter széles. Homlokzatán kereszt alakú nyílás látható, felül pedig nyitott harangtorony, melyben egy harang van. A négyszögletes alaprajzú szentély boltozva van. A templomban a Szűzanya szobra látható, körülötte régi temető van. Az épületet 1995-ben teljesen megújították. Miután a lakosság a környező településekről kivándorolt a templom ma elhagyatott területen áll.
- A stablinai új Fatimai Szűzanya plébániatemplom 1971 és 1999 között épült. A templom alatti kripta felszentelése 1973-ban volt és 1998-ig kápolnaként működött. A kripta feletti templom építése 1999-ben fejeződött be a mostari Vinko Galić tervei szerint. Alakja repülő madarat formáz, a mellette álló harangtorony brači kővel van burkolva, benne két harang található. Felszentelését 2000-ben Ante Jurić érsek végezte. A tölgyből és diófából készített kapuzat a bronz hal formájú korláttal, csakúgy mint a hajóban és a kóruson elhelyezett tölgyfából faragott padok Joze Vidović tervei szerint készültek, aki Marko Babić azyával együttműködve alakította ki a liturgikus teret. A szembemiséző oltárnál a Fatimai Szűzanya és Szent Antal szobrai láthatók. A kórus festett üvegablakai és a keresztelőmedencénél elhelyezett mozaik a zágrábi Jeronim Tišlar festőművész munkája. A keresztút domborműveit Rómából hozták, Antonio Constantini munkái. A két manuálos orgona szintén Olaszországból származik. Stepinac érsek boldoggá avatása alkalmából adományozta a templomnak Zdravko Žderić az érseket ábrázoló festményt, mely Smiljan Popović alkotása. Az oltár mögötti kereszt Branko Ivanković műve. A kőből épített támaszfalban Keresztelő Szent János szobra látható, alatta kőből kiépített kúttal.
- A zavalai Keresztelő Szent János kápolnát 1733-ban említik először az anyakönyvek, valószínűleg nem sokkal előbb épülhetett. 1996-ban teljesen megújították. Homlokzatán András-kereszttel díszített körablak, felül két harang számára kialakított nyitott harangtorony látható. A kápolnának négyszögletes, boltozott apszisa van, itt található névadó szentjének szobra.
- A régi plébániaház mellett álló Szent Paszkál kápolnát 1748-ban építették. A plébános mindennapi használatára szolgált.
- A török elleni védelem céljából épített erősségek közül háromnak a maradványai találhatók a területén. Az elsőből alakították ki 1868-ban a régi plébániaházat. Róla kapta ez a hely a Kod Kule nevet. 1941-ig laktak benne a plinai plébánosok. A második toronyvár a Grupković családé volt, romjai az Oblicevac-hegy csúcsa alatt találhatók. A harmadik torony pedig Karamatić Selonál a Krcic nevű helyen található.